# 朱翊鉁

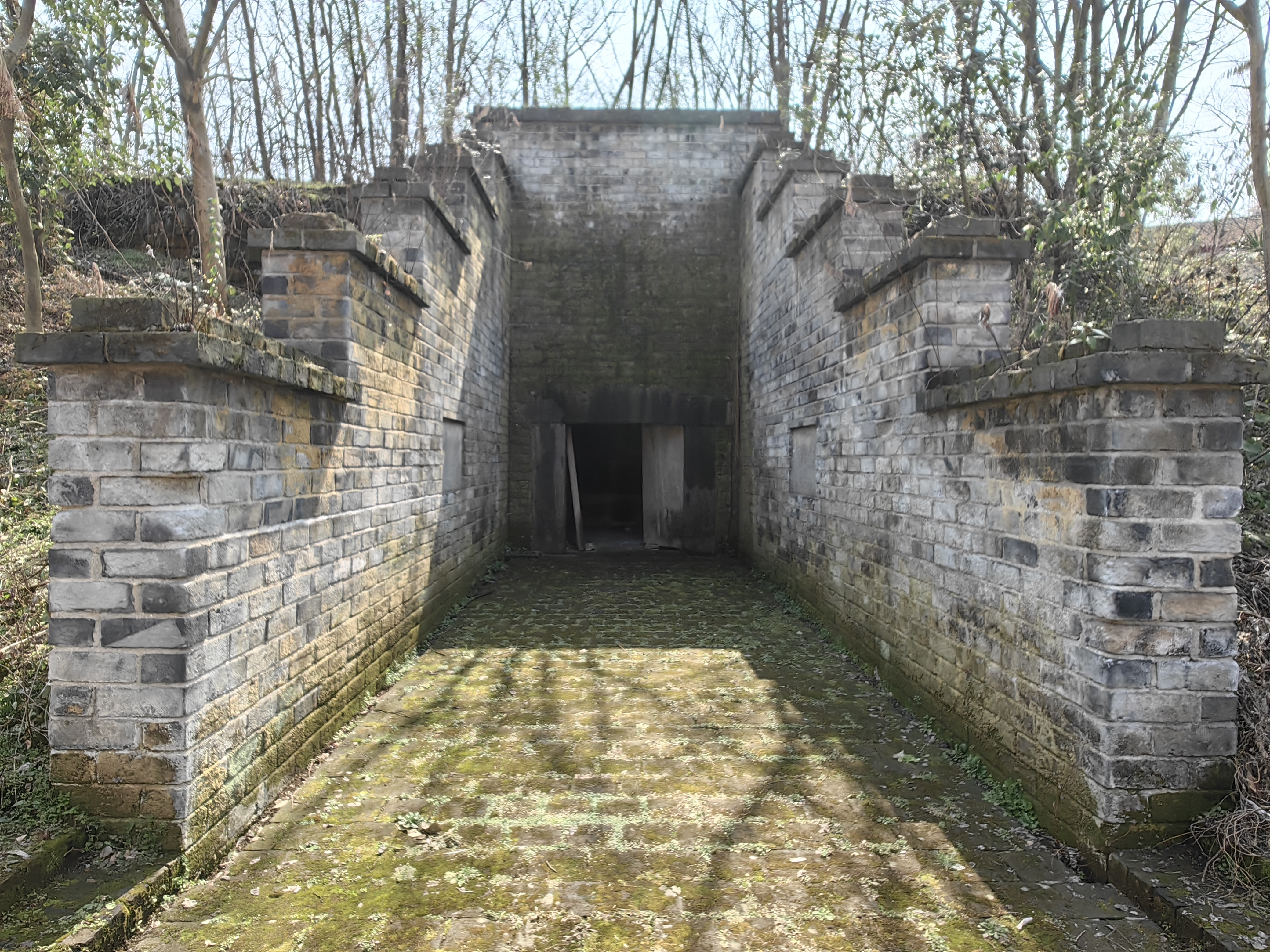
荣定王墓

榮定王朱翊鉁（？—1612年），是恭王朱載墐嫡第一子，明朝第二次封第三代榮王。朱翊鉁於萬曆二十六年（1598年）襲封榮王。他在位十四年，在萬曆四十年（1612年）過世，諡號定王，同年由其子朱常溒嗣位。
朱翊鉁陵墓位于今湖南省常德市德山的粮油加工厂内，曾遭到盗掘，仅存石案、石棺等遗物，1956年7月，其墓葬被湖南省人民委员会列为“省级重点文物保护单位”。

## 妃
1. 李妃[2]
2. 杨妃[2]